# Fly with Me (песня)
«Fly with Me» (с англ. — «Лети со мной») — песня армянской певицы Арцвик, представленная на конкурсе «Евровидение-2017» в Киеве.

## Евровидение
С октября по декабрь 2016 года Арцвик соревновалась в Национальном конкурсе Армении «Depi Evratesil», на котором избирался представитель Армении на Евровидении 2017 года. 24 декабря Арцвик была признана победителем конкурса и стала участником конкурса на Евровидение 2017 года. Общественная телевизионная компания Армении (AMPTV) подтвердила, что её песня будет выбрана внутри страны. 9 марта 2017 года было подтверждено, что песня будет называться «Fly with Me», а 16 марта был выпущен фрагмент. Через два дня был выпущен его музыкальное видео. Армения участвовала во второй половине первого полуфинала на Евровидении, а затем в финале. Выступление стало вторым худшим результатом в Армении на сегодняшний день.

## Композиция
| №  | Название      | Длительность |
| -- | ------------- | ------------ |
| 1. | «Fly with Me» | 2:59         |